# Apallates luteipes
Apallates luteipes är en tvåvingeart som först beskrevs av Becker 1912.  Apallates luteipes ingår i släktet Apallates och familjen fritflugor. Inga underarter finns listade i Catalogue of Life.